# Massacre de Beni Messous
 (mars 2021).
Le massacre de Béni Messous, parfois désigné comme le massacre de Sidi Youcef, a eu lieu dans la nuit du 5 septembre 1997 à Sidi Youcef, un quartier de Béni Messous, commune de la périphérie d'Alger, en Algérie. Il prend place dans le cadre de la guerre civile qui touche le pays entre 1992 et 2002. Le bilan des victimes fait état de 87 personnes au moins qui ont été tuées et plusieurs dizaines de blessés,,.

## Contexte
En 1997, l'Algérie est à l'apogée d'une guerre civile qui a commencé en 1992, à la suite de l'annulation par l'armée des élections législatives de 1991 remportées par le Front islamique du salut. Dans l'agglomération algéroise, les combattants islamistes qui combattent le gouvernement se réfugient dans la forêt de Baïnem, près de laquelle est justement établi le quartier de Sidi Youcef.
Par ailleurs, de nombreux massacres touchent la capitale cette année-là. Le 28 août, à Raïs (en), au sud d'Alger, les assaillants tuent jusqu'à 300 personnes. Deux semaines plus tard, dans la nuit du 22 au 23 septembre, le massacre de Bentalha fait près de 400 victimes.

## Déroulement
Le 5 septembre 1997, à 22 heures environ, une cinquantaine d'hommes arrivent en camion à Sidi Youcef. Brandissant des couteaux et des haches, ils se livrent à des destructions dans les maisons, dont les occupants sont également assassinés, éventrant même une femme enceinte. Pour alerter leurs voisins, les victimes appellent à l'aide et frappent des pots et des casseroles. Pourtant, bien que stationnées à proximité, les forces de sécurité n'arrivent pas avant 1 heure du matin, selon les récits des témoins,.

## Victimes
Bien qu'aucun bilan officiel n'ait été donné, les terroristes assassinent selon l'agence Associated Press au moins 87 personnes ce soir-là. Deux partis politiques, le Front des forces socialistes et le Mouvement de la société pour la paix évaluent le nombre de victime à 151 et 150 morts respectivement. Par ailleurs, le massacre est suivi par une deuxième nuit de tuerie le lendemain, qui aurait fait 45 morts.

## Enquête
Aucun groupe ne revendique la responsabilité du massacre, mais les groupes de militants islamistes comme le Groupe islamique armé (GIA) ont été blâmés. Le gouvernement algérien déclare à la commission des droits de l'homme des Nations unies qu'une enquête judiciaire est ouverte et qu'un raid antiterroriste a été mené sur le repaire de huit coupables, précisant que la procédure judiciaire se poursuit. On ne sait pas comment concilier cela avec ce que dit un général de l'ONU qui a visité le site le 27 juillet 1998 : « De ceux qui ont commis des atrocités, seulement huit sont toujours en liberté et un autre est détenu à la prison de Serkadji. Le chef du groupe terroriste a été abattu 10 jours plus tôt ».[réf. nécessaire]
Mais les responsabilités de l'État algérien dans le massacre sont également soulignées, particulièrement la passivité des forces de sécurité algériennes. Ainsi, Amnesty International rappelle que « Béni Messous possède la plus grande caserne et centre de sécurité militaire de la capitale, ainsi que plusieurs autres bases de gendarmerie et de forces de sécurité, d'où le site du massacre est clairement visible. La caserne militaire de Cheraga n'est qu'à quelques kilomètres » et que « des voisins ont téléphoné aux forces de sécurité qui ont refusé d'intervenir en disant que l'affaire relevait du mandat de la gendarmerie. Ils ont appelé la gendarmerie, mais n'ont reçu aucune réponse et les assaillants n'ont pas été dérangés ».

## Réactions
À la suite du massacre, de nombreuses familles fuient Sidi Youcef. Certaines d'entre elles trouvent refuge dans le stade de Béni Messous et y demeurent jusqu'en 2002. En 2001, les maisons où le massacre a eu lieu sont démolies par décret du maire en 2001 : seuls quelques vestiges éparpillés subsistent et aucune plaque ne marque l'endroit.